# Horní Němčice
Horní Němčice (deutsch Ober Niemtschitz) ist eine Gemeinde in Tschechien. Sie liegt 20 Kilometer östlich von Jindřichův Hradec und gehört zum Okres Jindřichův Hradec. Sie hat ca. 100 Einwohner.

## Geographie

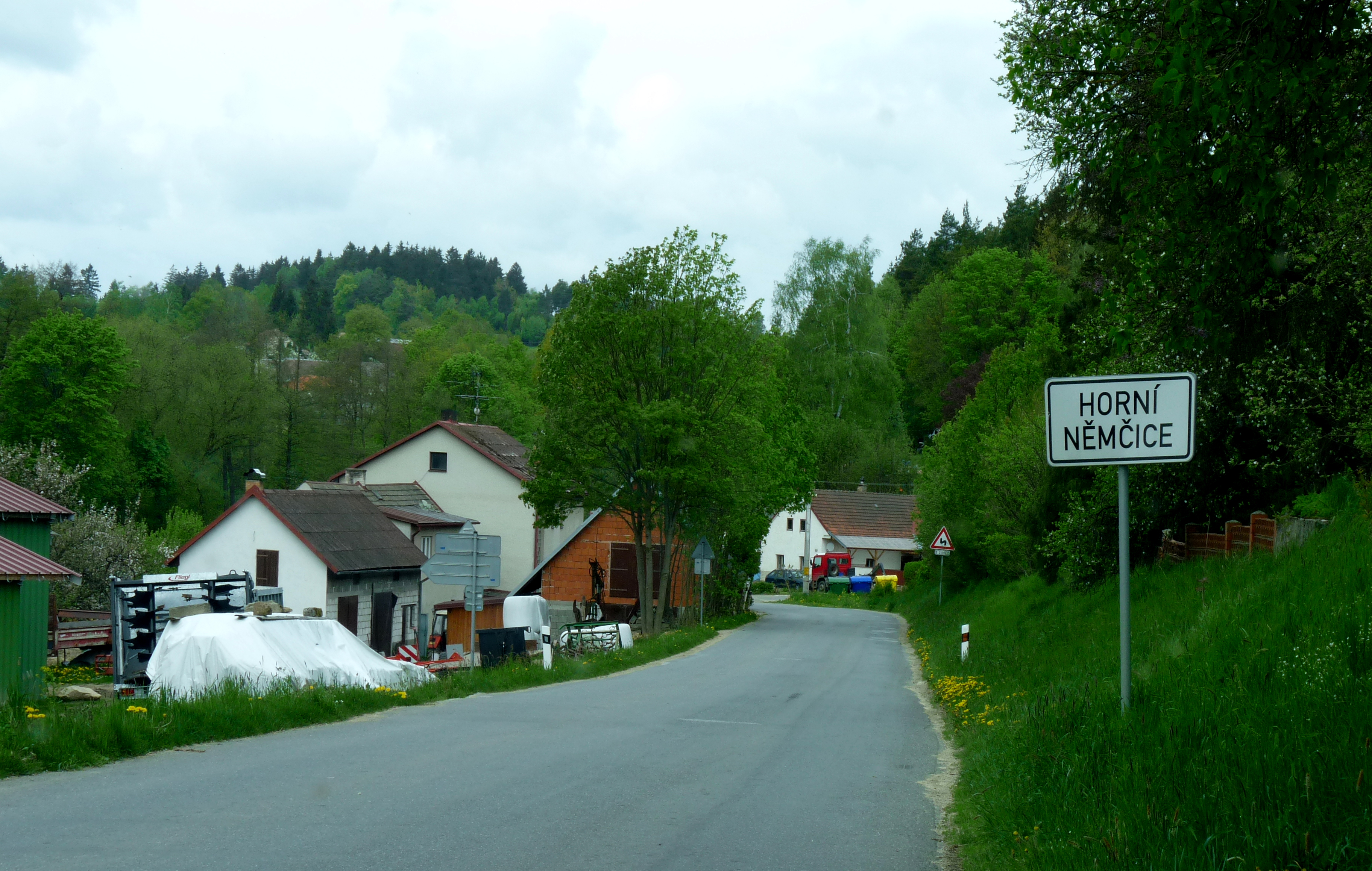
Horní Němčice, Ortseingang

Horní Němčice befindet sich im Tal des Studenský potok im Zentrum der Javořická vrchovina. Das Dorf liegt am Fuße der Kopanina (643 m). Östlich erhebt sich der 759 m hohe Pivničky.
Nachbarorte sind Jilem und Studená im Norden, Skrýchov im Nordosten, Poldovka im Osten, Brandlín im Südosten, Maršov im Süden, Velký Jeníkov im Südwesten, Horní Meziříčko im Westen sowie Palupín und Horní Dvorce im Nordwesten.

## Geschichte
Das Dorf wurde 1358 als Nempezio erstmals erwähnt.
Im Jahre 1830 begann der Schulunterricht. 1870 bestand der Ort aus 43 Häusern und hatte 250 Einwohner. 1911 entstand die Straßenverbindung nach Brandlín.

## Gemeindegliederung
Für die Gemeinde Horní Němčice sind keine Ortsteile ausgewiesen. Zu Horní Němčice gehört die Ansiedlung Chalupy.